# Theropithecus gelada
O gelada (Theropithecus gelada), por vezes chamado de macaco-de-coração-em-sangue, ou erroneamente como babuíno-gelada, é uma espécie de primata que vive apenas nas terras altas da Etiópia, especialmente no Parque Nacional do Simien. O babuíno-gelada pode ser encontrado em grandes grupos com entre 400 e 500 indivíduos.

## Etimologia
"Theropitecus" é originário da junção dos termos gregos théros ("verão, colheita") e píthekos, ou ("macaco"), significando, portanto, "macaco do verão".
O termo Gelada viria de palavras de línguas da Etiópia, em amárico čʾällada, relacionada à palavra das línguas cuchíticas para babuíno, algo como jaldeessa do oromo.

## Filogenia
Desde 1979, costuma-se classificar ou colocar a gelada em seu próprio gênero especial (Theropithecus), apesar de algumas pesquisas genéticas sugerirem que tal símio deva ser agrupado como “papios” (babuíno); outros pesquisadores o consideram, porém, bem distante dos babuínos (Papio). O Theropithecus gelada é a única espécie viva do seu género, mas espécies maiores já existiram, o que é sabido por fósseis já localizados: Theropithecus brumpti, Theropithecus darti e o Theropithecus oswaldi, antigamente classificados sob o genus Simopithecus. Os Theropithecus, ainda que restritos hoje à Etiópia, também são conhecido a partir de espécimes fósseis encontrados na África, no Mediterrâneo, na Ásia, incluindo a África do Sul, Malawi, República Democrática do Congo, Tanzânia, Uganda, Quênia, Etiópia, Argélia, Marrocos, Espanha e Índia (mais exatamente no Mirzapur), Cueva Victoria, Pirro Nord, Ternifine, Hadar, Turkana, Makapansgat e Swartkrans. Outro argumento contra o facto de gelada ser um "babuíno-verdadeiro", é o facto de os babuínos serem normalmente animais caçadores, ao contrário dos bauínos (e da grande maioria dos primatas), os geladas são essencialmente pastadores.
Há duas subespécies de Gelada:
- Gelada-setentrional, Theropithecus gelada gelada
- Gelanda-oriental, gelada-meridional ou gelada-de-heuglin, Theropithecus gelada obscurus

## Descrição física

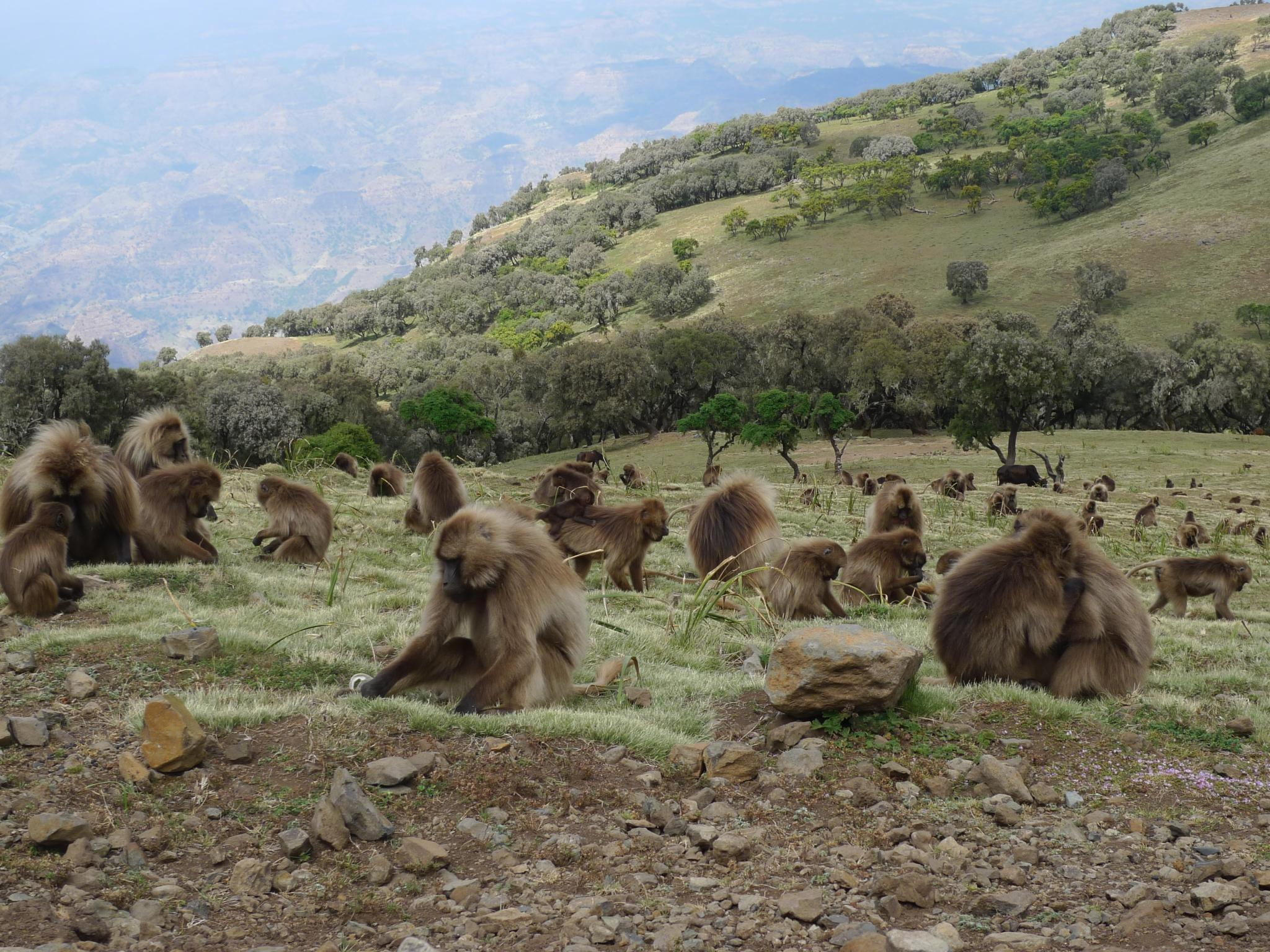
Babuínos a 3.000m nas montanhas Semien

O gelada é grande e robusto. Ele é coberto por pelos castanhos, escuros, lustrosos. Os cabelos são grossos e o rosto é, com as pálpebras pálidas. Seus braços e pés são quase negros. Sua cauda curta termina em um tufo de cabelo. Os machos adultos têm uma longa e pesada cobertura de cabelo nas costas. O gelada tem um rosto sem pelos com um focinho curto, estando mais próximo de um chimpanzé do que de um babuíno;. pode ser fisicamente distinto de um babuíno pela mancha brilhante na pele em seu peito. Tal mancha é em forma de ampulheta. Nos machos é em vermelho brilhante e cercada por cabelo branco; no sexo feminino é muito menos pronunciada. No entanto, quando no cio, esse ponto numa fêmea se “ilumina” por um "colar" de bolhas cheias de formas líquidas. Isto é análogo às nádegas inchadas comuns às que maioria dos babuínos apresentarem no cio. Além disso, as fêmeas têm botões de pele em torno de suas manchas peitorais. Geladas têm também bem desenvolvidas as calosidades isquiáticas. Há um dimorfismo sexual nessa espécie: média dos machos 18,5 kg (40.8 lb), enquanto as fêmeas são menores, com média de 11 kg (£ 24,3). A cabeça mais o comprimento do corpo desta espécie medem 50–75 cm (19,7-29,5 in) para ambos os sexos. Comprimento da cauda é de 30–50 cm.
A gelada tem várias adaptações para a seu estilo de vida herbívoro (come capim). Ele tem dedos pequenos, resistentes adaptadas para puxar grama e estreitos, pequenos incisivos adaptados para mastigar. A gelada tem um andar exclusivo, conhecido como a marcha "shuffle", que ele usa quando se alimentam. Ele se agacha sobre as patas traseiras e se move deslizando seus pés sem mudar sua postura Devido a esse modo de se locomover, as ancas do Gelada ficam ocultas sob o anima e indisponíveis à visão. No entanto, seu brilhante peito vermelho brilhante é visível.

## Localização

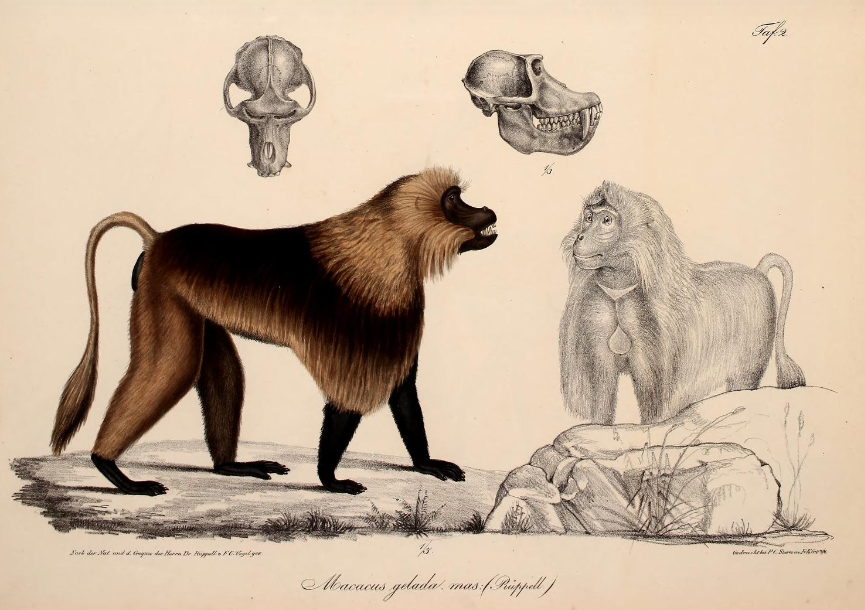
Eduard Rüppell – representação pictórica das espécies (1835)

Geladas são encontrados apenas na alta pastagens dos desfiladeiros profundos do planalto central Etíope. Vivem em altitudes 1.800-4.400 m e utilizam as falésias para dormir e as pastagens de montanha para forragem. Estes campos têm muitas árvores esparsas espaçadas mas também arbustos e matagais densos. As áreas. Montanhosas onde vivem tendem a ser mais frias e menos áridas que as áreas de planícies. Assim, os geladas normalmente não sentem os efeitos negativos da seca sobre a disponibilidade de alimentos. No entanto, em algumas áreas, eles experimentam geadas na época da seca, bem como tempestades de granizo na estação chuvosa.
Geladas são os únicos primatas que principalmente graminívoros e herbívoros, lâminas de grama fazendo até 90% de sua dieta. Comem tanto as lâminas e as sementes de gramíneas. Quando ambas, folhas e sementes estão disponíveis, os geladas preferem as sementes. Também se alimentam de flores, rizomas e raízes, quando disponíveis, usando suas mãos para cavar os dois últimos. Consomem ervas, pequenas plantas, frutas, trepadeiras, arbustos e ervas daninhas. Os insetos podem ser consumidos, mas apenas raramente e somente se forem facilmente obtidos. Durante a estação seca, as gramíneas são comidas em menor quantidade e ervas são preferidos. Geladas consumem os alimentos mais como ungulados do que como primatas e podem mastigar os alimentos de forma tão eficaz como zebra s.
Geladas são principalmente diurnos. À noite, eles dormem nas bordas das falésias. e, ao nascer do sol, deixam as falésias e vão para o topos do planaltos para alimentar e se socializar. Ao fim da manhã, as atividades sociais tendem a diminuir e os geladas se concentram principalmente na procura de forragem. Se deslocam nesse período, bem como quando a noite chega, geladas apresentam mais atividades sociais antes de descer para os penhascos para dormir.

### Estrutura social

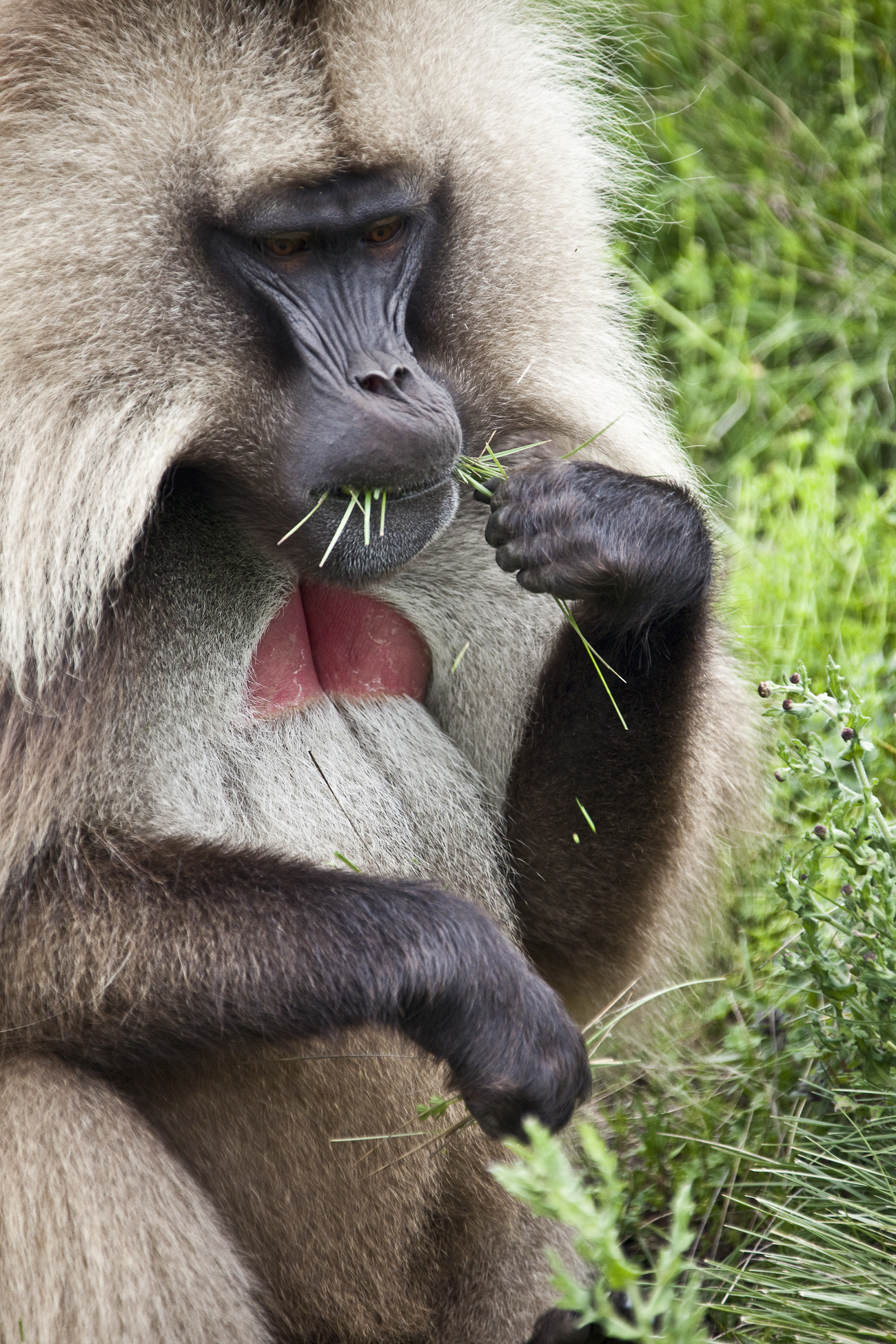
Gelada comendo grama

Os geladas vivem em uma sociedade complexa e multifacetada, semelhante à do babuíno hamadryas. Os grupos menores e mais básicos são as unidades reprodutivas, que incluem até 12 fêmeas, seus filhotes e de um a quatro machos, e as unidades exclusivamente masculinas, compostas por 2 a 15 machos. O próximo nível das sociedades gelada são os bandos, compostos de duas a 27 unidades reprodutivas e várias unidades exclusivamente masculinas. Os rebanhos consistem em até 60 unidades reprodutivas, às vezes de bandos diferentes, e duram pouco tempo. As comunidades são compostas de uma a quatro bandos, cujas áreas de vida se sobrepõem amplamente. Um gelada vive normalmente em torno de 15 anos.
Dentro das unidades de reprodução, as fêmeas tendem a estar intimamente relacionados e têm laços sociais fortes entre si. Unidades reprodutivas só se separam se o grupo crescer demais. Enquanto as fêmeas têm fortes laços sociais do grupo, uma fêmea só vai interagir com no máximo três outros membros de sua unidade. A higiene e outras interações sociais entre fêmeas geralmente ocorrem entre pares. Entre as fêmeas de uma unidade reprodutiva existe uma hierarquia, com fêmeas em posições mais altas tendo mais sucesso reprodutivo e mais descendentes do que fêmeas em posições mais baixas. As fêmeas intimamente relacionadas tendem a ter um status hierárquico semelhante e permanecem em suas unidades natais para toda a vida, casos de fêmeas que saem são raros. A agressão é mais frequente entre membros de unidades reprodutivas diferentes e geralmente é iniciada pelas fêmeas, mas machos e fêmeas de ambos os lados podem se juntar e se envolver se o conflito aumentar.

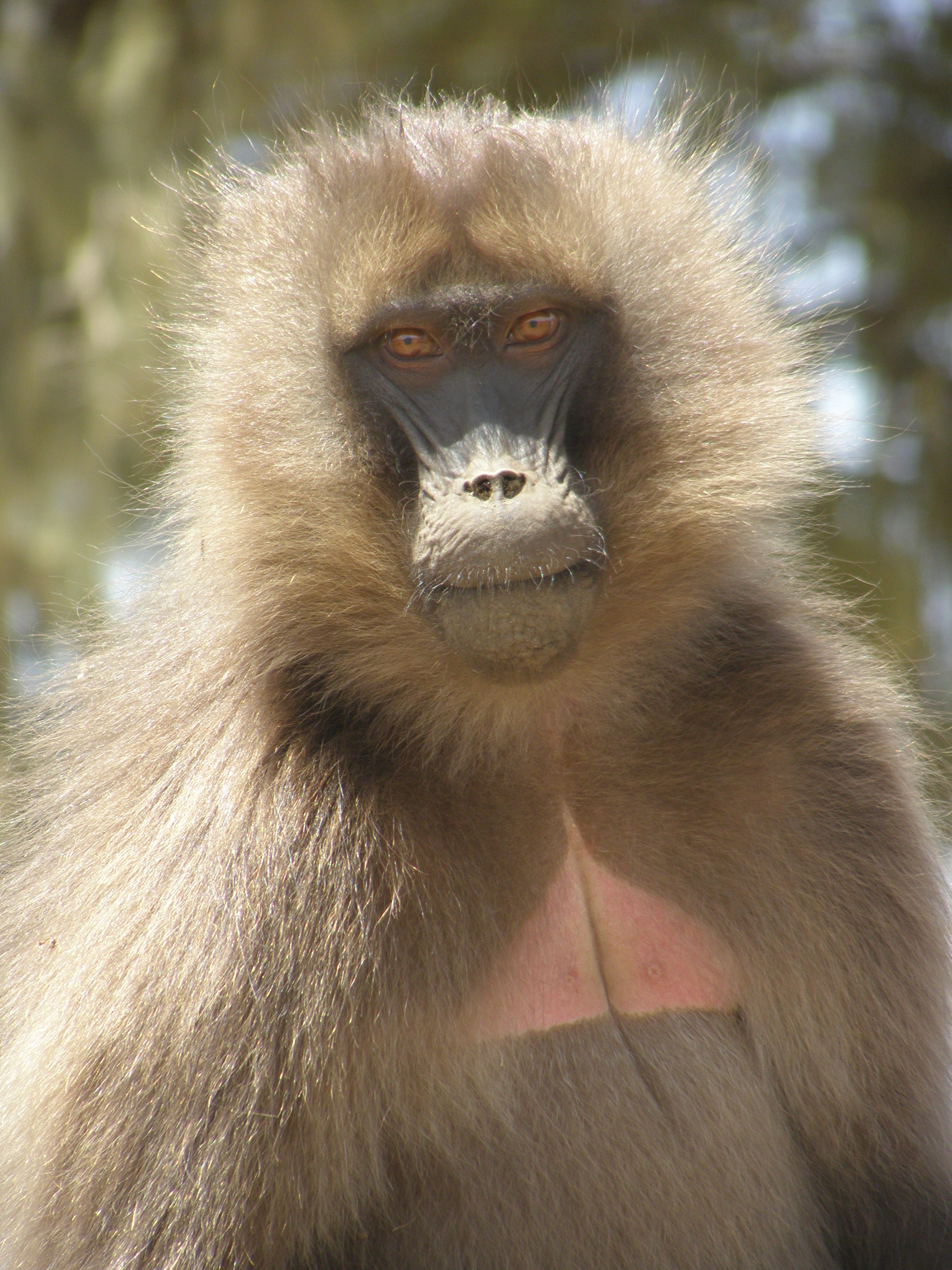
Gelada fêmea

Os machos podem permanecer em uma unidade reprodutiva de quatro a cinco anos. Os geladas são tradicionalmente considerados como tendo uma sociedade na qual os machos se transferem, muitos machos parecem ser propensos a retornar a seus bandos natais. Porém, gelada machos deixam por vezes suas unidades natais e tentam criar unidade própria. Um macho pode manter mais de uma unidade reprodutiva via agressão direta e combate ou juntando-se a outra como um subordinado, ficando com algumas fêmeas para criar uma nova unidade. Quando há mais de um macho em uma unidade, apenas um deles pode acasalar com as fêmeas. Juntas, as fêmeas do grupo podem ter poder sobre o macho dominante. Quando um novo macho tenta assumir o controle de uma unidade e derrubar o macho local, as fêmea podem optar por apoiar ou se opor a ele. O macho mantém seu relacionamento com as fêmeas por aliciamento (conquista) ao invés de forçar a sua posição dominante, em contraste com o que ocorre na sociedade do babuíno sagrado. Fêmeas aceitam um macho para dentro da unidade, apresentando-se a ele. Nem todas as fêmeas podem interagir com o macho. Geralmente, podem servir como sua principal parceira. O macho às vezes pode ser monopolizado por esta fêmea mais dominante e, nesse caso, o macho pode tentar interagir com as outras fêmeas, mas eles geralmente não aceitam.

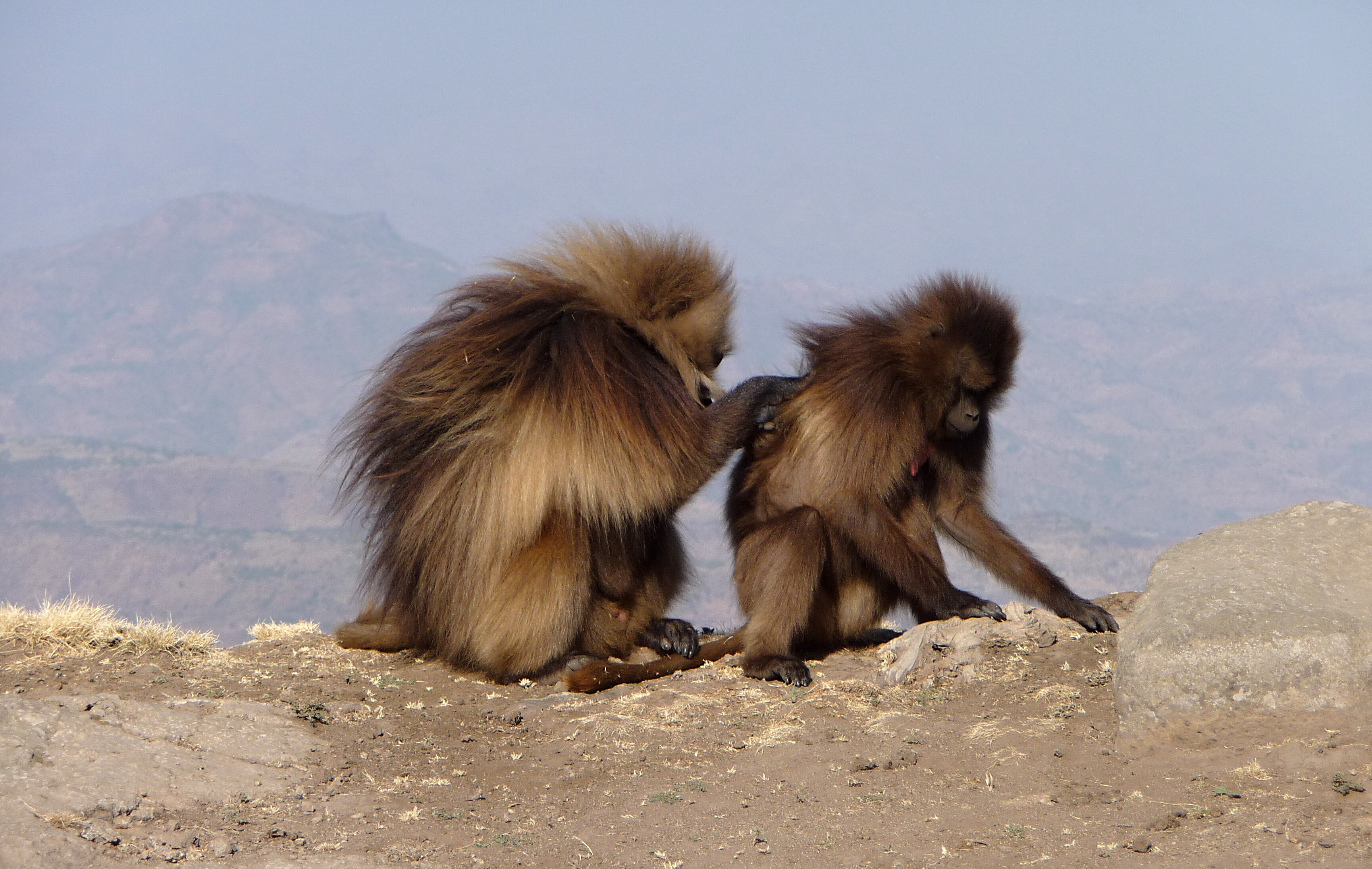
Macho cuidando de uma fêmea

A maioria das unidades de machos consistem em vários sub-adultos e um adulto jovem, sendo lideradas por um macho. Um membro de uma unidade de somente machos pode passar dois a quatro anos no grupo antes de tentar formar uma unidade reprodutiva. Grupos só de machos geralmente são agressivos tanto para unidades reprodutivas como com outras unidades de somente machos. Como em unidades reprodutivas, a agressão dentro de unidades de machos é rara. Como os bandos, as unidades de reprodução ficam numa mesma área comum. Dentro do bando, os membros estão intimamente relacionadas e entre tais unidades não existe uma hierarquia social. Bandos normalmente se dispersam a cada oito ou nove anos e formam novos bandos, mesmo em outros locais.

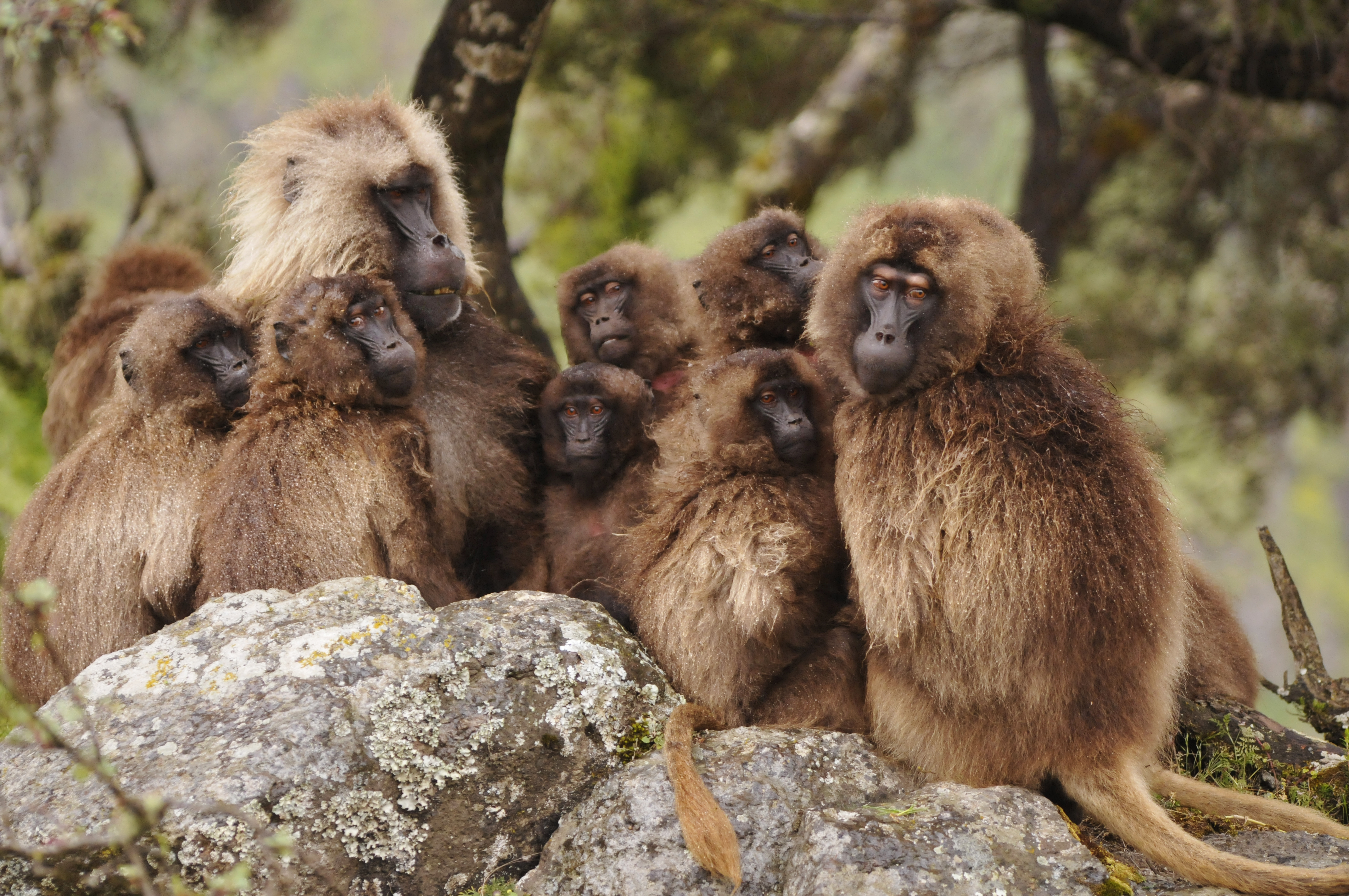
Grupo familiar gelada

Pesquisadores da Universidade Free State (UFS) da África do Sul, ao observar gelada durante seus estudos de campo, descobriram que tais macacos são capazes de trair seus parceiros(as) e esconder tais "infidelidades". Um macho não- dominante acasalar com uma fêmea de forma sub-reptícia,evitando seus gritos normais de acasalamento para não ser percebido. Se isso é descoberto, o macho dominante ataca tais transgressores numa clara. É a primeira prova de que conhecimento da traição e medo da descoberta registrada entre os animais em estado selvagem. Dr. Aliza le Roux, do Departamento de Zoologia e Entomologia dessa universidade acredita que a desonestidade e a punição não são características exclusivamente humanas e que a evidência observada deste comportamento entre macacos gelada sugere que as raízes do comportamento humano de fraude, mentira, crime e castigo tem profundas raíses.

### Reprodução

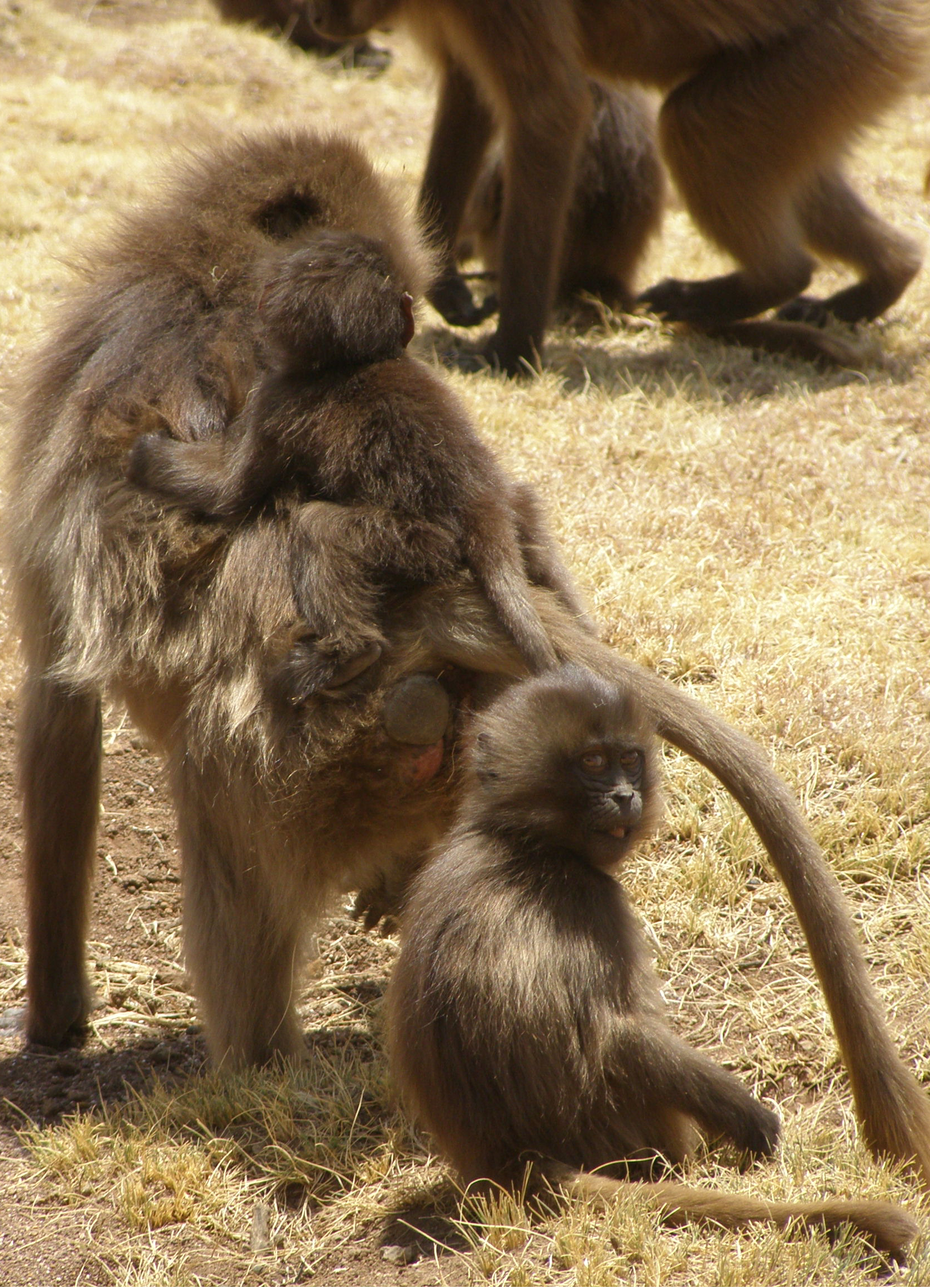
Mãe gelada com filhote

Quando no cio, as fêmeas voltam seus traseiros o macho, erguem-no balançando a cauda. O macho então se aproxima da fêmea e examina seu peito e as áreas genitais. A fêmea pode copular até cinco vezes por dia, geralmente em torno de meio-dia. A criação e a reprodução podem ocorrer em qualquer época do ano, embora em alguns períodos áreas haja picos de nascimento.
A maioria dos nascimentos ocorre durante a noite. Os recém-nascidos têm faces vermelhas e os olhos fechados, e estão cobertas de cabelos pretos e pesam em média 464 g.. As fêmeas que recém deram à luz ficam próximas às crias. Outras fêmeas adultas podem ter interesse nos filhotes e até raptá-los. Um filhote é guardado sobre a barriga de sua mãe durante as primeiras cinco semanas e depois nas costas. Filhotes podem se mover de forma independente em torno de cinco meses de idade. Um macho subordinado em uma unidade reprodutiva pode ajudar a cuidar de um filhote quando ele tiver de seis meses de idade. Quando formam rebanhos, jovens e filhotes podem se reunir em grupos de brincadeiras de cerca de 10 indivíduos. Quando os machos atingem a puberdade, se reúnem em grupos instáveis independentes das unidades reprodutivas. Fêmeas ficam sexualmente maduras por volta dos três anos, mas não dão à luz antes de mais um ano. Os machos atingem a puberdade por volta dos quatro ou cinco anos, mas geralmente são incapazes de se reproduzir por causa de constrangimentos sociais e têm que esperar até que tenham de oito a dez anos de idade.

## Conservação

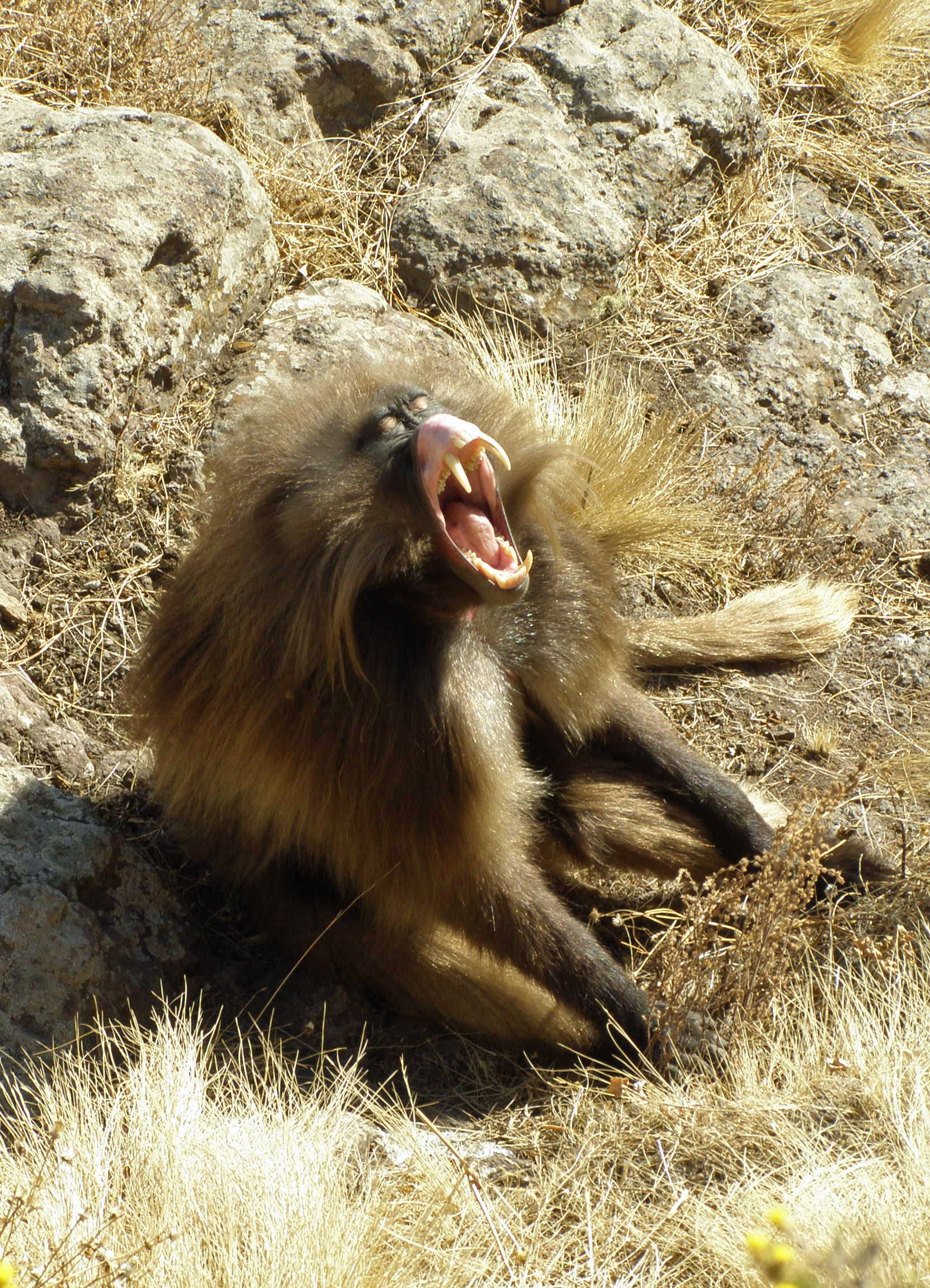
Gelada exibindo seus dentes e gengivas com o seu lábio virado para trás

Em 2008, um "IUCN", avaliou o gelada como um “preocupação menor”, embora sua população tinha reduzido a partir de uma estimativa de 440 mil nos anos 1970 para cerca de 200 mil em 2008. Ele está listado no Apêndice II da “CITES”. As maiores ameaças à espécie são: a redução de suas áreas de vida como resultado da expansão agrícola, bem como caça que visa proteger plantações. No entanto, as ameaças que existiam e não mais estão presentes, são armadilhas para seu uso como animais de laboratório e também mais caça, esse para obter suas pelagens para fazer peças de vestuário. A partir de 2008, foram feitas propostas para uma nova Reserva “Nilo Gorges National Park - Blue & Indeltu (Shebelle)"“ para ampliar a proteção da espécie. Seu maior predador natural é o leopardo.

## Comunicação

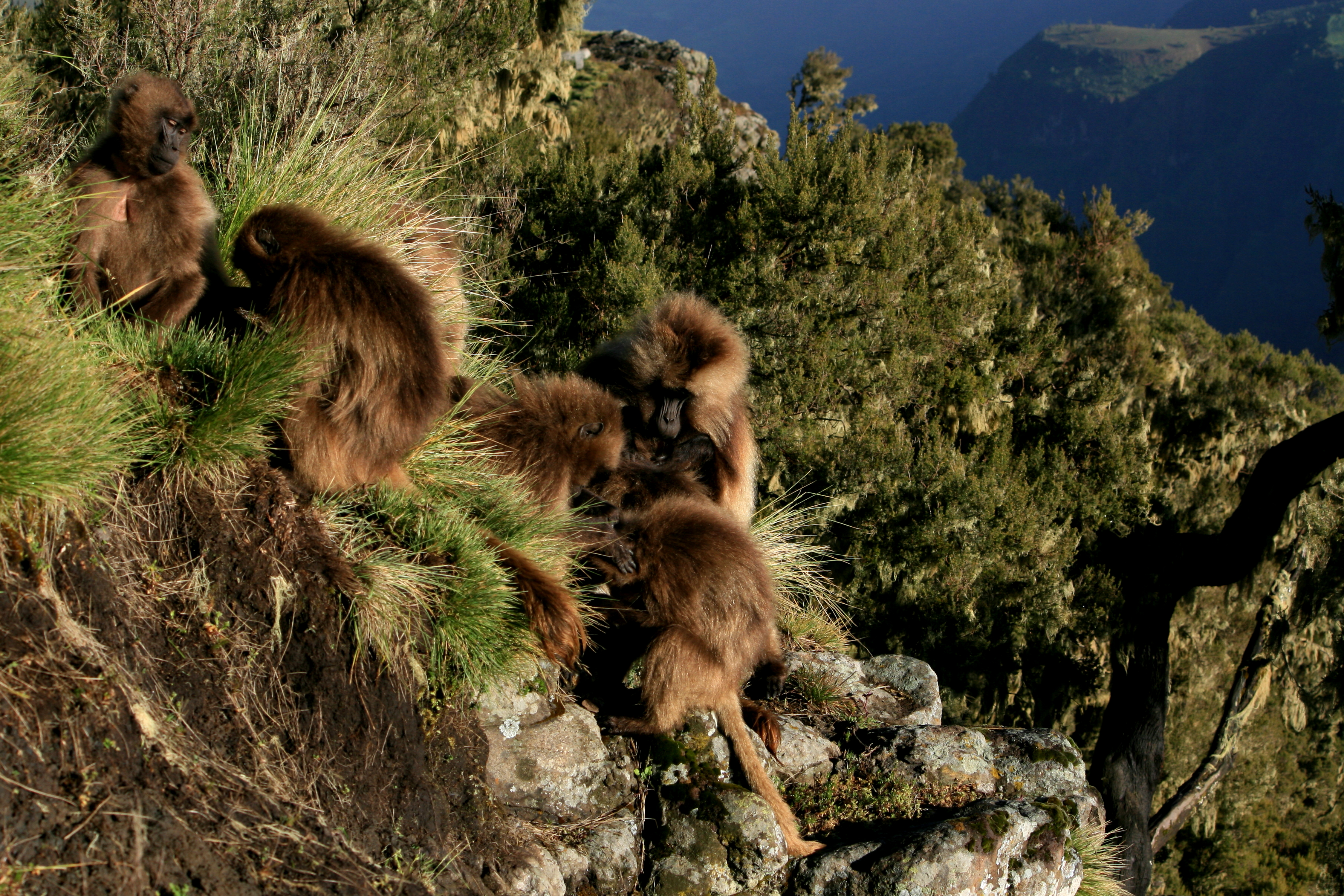
Geladas num penhasco

Geladas Adultos usam variado inventário de vocalizações com diversas finalidades, tais como:. contato, tranquilidade, apaziguamento, solicitação, ambivalência, agressão e defesa. Eles sentam e conversam uns com os outros, significando que se importam uns com os outros que lhes estão ao redor, como que prestando atenção em cada conversa individual. Até certo ponto, as chamadas são relacionadas com o “status” de cada indivíduo. Além disso, as fêmeas têm as chamadas de sinalização do seu período fértil. Os Geladas também se comunicam por gestos. Eles expressam ameaças lançando seus lábios superiores para trás em suas narinas para mostrar seus dentes e gengivas, e puxando para trás o couro cabeludo para exibir as pálpebras pálidas. Um gelada exprime sua resposta fugindo ou apresentando-se.